# Frizijski konj
Frizijski konj (takođe frizijac) je pasmina konja koja vodi poreklo iz Frizije, u Holandiji. Iako konformacija pasmine podseća na laganog vučnog konja, Frizijci su graciozni i brzi za svoju veličinu. Smatra se da su tokom srednjeg veka preci frizijskih konja bili u velikoj potražnji kao ratni konji širom kontinentalne Evrope. Kroz rani srednji vek i visoki srednji vek, njihova veličina omogućila im je nošenje viteza u oklopu. U kasnom srednjem veku bile su potrebne teže vrste vučnih vrsta. Iako je pasmina umalo izumrla u više navrata, savremeni frizijski konj napreduje u pogledu brojnosti i popularnosti. Ova pasmina se koristi u amovima i pod sedlom. Nedavno je pasmina uvedena u polje dresure.

## Karakteristike pasmine
Frizijska pasmina najčešće je prepoznata po boji crne dlake, međutim, sama boja nije jedina prepoznatljiva odlika; Frizijci su povremeno kestenjasti, jer neke krvne loze nose „crveni ('e)” gen. Tokom 1930-ih godine viđeni su kestenjasti i doratni konji. Frizijci retko imaju bele oznake bilo koje vrste; većina registarskih tela dozvoljava samo malu zvezdu na čelu pri registraciji čistokrvnih konja. Da bi FPS uzgojni registar (Friesch Paarden Stamboek) prihvatio uzgojni stok, pastuv mora da prođe kroz strogi postupak odobravanja.
Frizijac u proseku ima visinu od oko 160 cm (63 inča), mada to može varirati od 147 do 173 cm (58 do 68 inča) na hrbatu, a kobile ili uštrojeni konji moraju biti najmanje 157 cm (62 inča) visoki da bi se kvalifikovali za pedigre „oznake zvezde”. Konje preispituju holandske sudije pri inspekciji ili proveravanju, i odlučivanju da li je konj vredan oznake zvezde. Pasmina ima snažnu sveukupnu konformaciju i dobru koštanu strukturu, sa onim što se ponekad naziva i „baroknim” tipom tela. Frizijci imaju duge, lučne vratove i dobro oblikovane, kratkodlake glave „španskog tipa”. Oni imaju snažna, zakošena ramena, kompaktna, mišićava tela sa snažnim, kosim zadnjim delovima i nisko postavljenim repovima. Njihovi udovi su relativno kratki i snažni. Frizijski konj takođe ima dugu, gustu grivu i rep, često talasast, a perjasto-dugu, svilenkastu dlaku na potkolenicama - koja se namerno ostavlja netaknutom. Pasmina je poznata po brzom, visokokoračnom kasu. Frizijac se smatra voljnim, aktivnim i energičnim, ali i nežnim i poslušnim. Frizijac imaju izražen ležeran izgled i elegantno se kreće. Danas postoje dva različita tipa konformacije - „barokni” tip, koji ima robusniju gradnju klasičnog frizijca, i moderni tip „sportskog konja”, koji ima finije kosti. Obe vrste su široko zastupljena, mada je savremeni tip trenutno popularniji u izložbenom ringu od baroknog frizijca. Međutim, tip konformacije smatra se manje važnim od pravilnog kretanja.
Boja kestena uglavnom nije prihvaćena za registraciju za pastuve, mada je ponekad dozvoljena za kobile i uštrojene konje. Kestenjasti frizijac koji se takmiči biva penalizovan. Međutim, gubitak boje usled starih ozleda ili crna dlaka koja je izbledela od sunca se ne kažnjavaju. Alel kestenjaste boje, recesivna genetska osobina kod Frizijaca, postoji; tokom devedesetih godina dve kobile oždrebile su kestenjastu ždrebad. Registar frizijskih konja započeo je sa pokušajima uklanjanja kestenjastih frizijaca 1990. godine, a danas pastuvi čiji rezultati genetskog testiranja ukazuju na prisustvo kestenjastog ili „crvenog” gena, čak i ako su heterozigotni i maskirani crnom bojom, ne mogu da budu registrovani. Američko udruženje za frizijske konje, koje nije pridruženo KFPS, dozvoljava registraciju konja sa belim obeležjem i/ili bojom boje kestena ako se može dokazati čistokrvno poreklo. U 2014. godini bilo je osam linija pastuva koje i dalje nose gen kestenjaste boje.
Postoje četiri genetska poremećaja koje industrija priznaje, a koja mogu uticati na konje frizijskog uzgoja: dvorfizam, hidrocefalija, sklonost rupturi aorte i megaezofagusu. Postoje genetske analize ispitivanja za prva dva stanja. Frizijci su takođe među nekoliko pasmina koje mogu da razviju kopitarsku miopatiju u skladištenja polisaharida. Približno 0,25% Frizijaca pogođeno je dvorfizmom, što dovodi do konja sa glavom normalne veličine, širim prsima od normalnog, abnormalno dugim leđima i vrlo kratkim udovima. To je recesivno stanje. Pored toga, pasmina ima višu stopu poremećaja digestivnog sistema od uobičajene i veću tendenciju preosetljivosti na ujed insekata. Kao i neke druge vučne pasmine, oni su skloni stanju kože koji se naziva verukozna pasterna dermatopatija i mogu biti generalno skloni kompromitovanom imunskom sistemu. Frizijske kobile imaju veoma visoku stopu zadržane placente od 54% nakon ždrebljenja. Neki Frizijci normalne veličine takođe imaju sklonost ka popuštanju tetiva i ligamenata, što može ili ne mora biti povezano sa patuljastim stanjem. Smatra se da su relativno mali genski fond i ukrštanje srodnika stoje iza većine ovih poremećaja.

## Istorija
Frizijci potiču iz provincije Frizija u severnoj Holandiji, gde postoje dokazi o hiljadama godina populacija konja.
Još u 4. veku pominju se frizijske trupe koje su jahale svoje konje. Jedan od najpoznatijih izvora o tome bio je engleski pisac po imenu Entoni Dent koji je pisao o frizijskim konjanicima u Karlajlu. Dent je, između ostalih, napisao da je frizijski konj bio predak i britanskog šira i fel ponija. Međutim, ovo je samo nagađanje. Tek u 11. veku bilo je ilustracija onoga što je izgledalo kao frizijac. Mnoge pronađene ilustracije prikazuju vitezove kako jašu konje koji su ličili na ovu rasu, a jedan od najpoznatijih primera je Vilijam Osvajač.
Istoričarka En Hajland napisala je o frizijskoj rasi:
Car Karlo (vladao 1516-56) nastavio je špansku ekspanziju na Holandiju, koja je imala svog frizijskog ratnog konja, kojeg je Vegecije zabeležio i koji se koristio na kontinentu i u Britaniji u rimsko doba. Kao i andaluzijci, frizijci su odgajani u skladu sa tipom. Čak i uz infuzije španske krvi tokom šesnaestog veka, zadržao je svoje autohtone karakteristike, uzimajući najbolje od obe rase. Frizijac se pominje u delima iz 16. i 17. veka kao hrabar konj izuzetno pogodan za rat, kome nedostaje promenljivost nekih ili flegma veoma teških rasa. Uopšteno vran, frizijac je imao oko 15 hh sa jakom, zdepastom konformacijom, ali sa nešto više elegancije i kvaliteta. Zapaženi hod je bio uglađen kas koji je dolazio iz moćnih strana. Danas, iako je definicija rase zadržana, veličina se značajno povećala, kao i kod većine rasa zahvaljujući poboljšanim metodama uzgoja i ishrane.
Rasa je bila posebno popularna u 18. i 19. veku, kada su bili traženi ne samo kao konji za zapregu i za poljoprivredne radove, već i za tada popularne kasačke trke. Smatra se da su frizijci korišćeni kao osnova za rase kao što su dolhest, norfoški kasač (predak heknija) i morgan. U 1800-im godinama, frizijci su uzgajani da budu lakši i brži za kas, ali to je dovelo do onoga što su neki vlasnici i uzgajivači smatrali inferiornim stokom, tako da se krajem 19. veka desio pokret za povratak čistokrvnom stoku.
Rodoslovno društvo su osnovali 1879. frizijski farmeri i zemljoposednici koji su se okupili da osnuju Fries Rundvee Stamboek (FRS). Paardenstamboek („Knjiga konja“) objavljena je 1880. i u početku je registrovala frizijske konje i grupu teške toplokrvne rase, uključujući Ostfriesen i Alt-Oldenburgere, zajednički poznate kao "bovenlanderi". U to vreme broj frizijskih konja je opadao, a zamenjuju ga moderniji bovenlanderi, kako direktno, tako i ukrštanjem bovenlandskih pastuva na frizijskim kobilama. Ovo je već 1879. godine praktično istrebilo čiste frizijce u značajnim delovima provincije, zbog čega je uključivanje bovenlandara bilo neophodno. Dok je rad društva doveo do oživljavanja rase krajem 19. veka, to je takođe rezultiralo prodajom i nestankom mnogih najboljih pastuva iz oblasti uzgoja, i populacija frizijskih konja se smanjivala. Početkom 20. veka, broj raspoloživih pastuva za priplod pao je na tri. Stoga su 1906. spojena dva dela registra, a matična knjiga je 1907. preimenovana u Friesch Paarden Stamboek (FPS)."
Zamenjivanje poljoprivrednim mašinama na naftu na farmama mleka takođe je predstavljalo pretnju za opstanak frizijskih konja. Poslednja radna funkcija koju su frizijci obavljali u značajnom obimu bila je na farmama koje su uzgajile mlekarsku stoku. Drugi svetski rat je usporio proces raseljavanja, omogućavajući da se populacija i popularnost rase oporave. Značajnu ulogu u početnoj fazi oporavka rase imao je porodični cirkus Strasberger, koji je, pobegavši iz nacističke Nemačke u niske zemlje, otkrio izložbene kvalitete rase i pokazao njene sposobnosti van svog lokalnog uzgojnog područja tokom i posle nacističke okupacije.